# Take a Break
Take a Break è il quarto album della cover band statunitense Me First and the Gimme Gimmes pubblicato per la Fat Wreck Chords nel 2003. Questo album è fatto di cover di canzoni funk ed R'n'B di artisti come R. Kelly e Boyz II Men.

## Tracce
1. Where Do Broken Hearts Go - 2:30 - (Testo originale: Whitney Houston)
2. Hello - 2:18 - (Testo originale: Lionel Richie)
3. End of the Road - 3:00 - (Testo originale: Boyz II Men) mp3
4. Ain't No Sunshine - 1:44 - (Testo originale: Bill Withers)
5. Nothing Compares 2 U - 2:42 - (Testo originale: Prince)
6. Crazy - 3:08 - (Testo originale: Seal) - (Musiche originali: Black Flag - Six Pack)
7. Isn't She Lovely - 2:25 - (Testo originale: Stevie Wonder)
8. I Believe I Can Fly - 3:01 - (Testo originale: R. Kelly)
9. Oh Girl - 1:58 - (Testo originale: The Chi-Lites) - (Musiche originali: GBH:'Race against time')
10. I'll be There - 2:07 - (Testo originale: Jackson 5) - (Musiche originali: The Cars - Just What I Needed)
11. Mona Lisa - 2:50 - (Testo originale: Nat King Cole)
12. Save the Best for Last - 2:05 - (Testo originale: Vanessa Williams) - (Musiche originali: Sex Pistols - Pretty Vacant)
13. Natural Woman - 2:37 - (Testo originale: Carole King)

## Formazione
- Spike Slawson - voce
- Joey Cape - chitarra
- Chris Shiflett - chitarra
- Fat Mike - basso, voce
- Dave Raun - batteria